# Лодзь-Домброва
Лодзь-Домброва (пол. Łódź Dąbrowa) — остановочный пункт и путевой пост в городе Лодзь (расположен в дзельнице Гурна, в микрорайоне Домброва), в Лодзинском воеводстве Польши. Имеет 1 платформу и 2 пути.
Остановочный пункт Лодзь-Домброва на железнодорожной линии Лодзь-Хойны — Лодзь-Видзев начали строить вдоль трамвайного кольцо в 1968 году. Построили платформу, лестницы и приюты, но тогда они не были использованы, поскольку вместо остановочного пункта создали путевой пост. В конце концов, остановочный пункт был установлен в 2013 году для поездов городской железной дороги лодзинской агломерации («Лодзинская агломерационная железная дорога»).